# Isotopoloog
Isotopologen zijn moleculen die enkel verschillen van elkaar in hun isotopische samenstelling. Isotopen zijn atomen van dezelfde soort, maar zij verschillen in het aantal neutronen in de kern.
Een voorbeeld een isotopologie is water, waarbij 4 varianten bestaan:
- Gewoon water: H2O
- Halfzwaar water: HDO
- Zwaar water: D2O
- Superzwaar water: T2O

Bij zwaar water is het waterstofatoom (protium) vervangen door diens isotoop deuterium; men spreekt ook wel over gedeutereerd water. Bij superzwaar water is het waterstof vervangen door tritium.